# Maria e Giuseppe - Una storia d'amore
Maria e Giuseppe - Una storia d'amore (Mary and Joseph: A Story of Faith) è un film per la televisione del 1979 diretto da Eric Till.
La pellicola, con Blanche Baker nel ruolo della Vergine Maria e Jeff East in quello di Giuseppe, suo sposo, narra in maniera romanzata gli eventi relativi al concepimento e alla nascita di Gesù.